# Rudolf Wienands
Rudolf Wienands (* 9. Juni 1940 in Osnabrück) ist ein deutscher Architekt und emeritierter Universitätsprofessor.

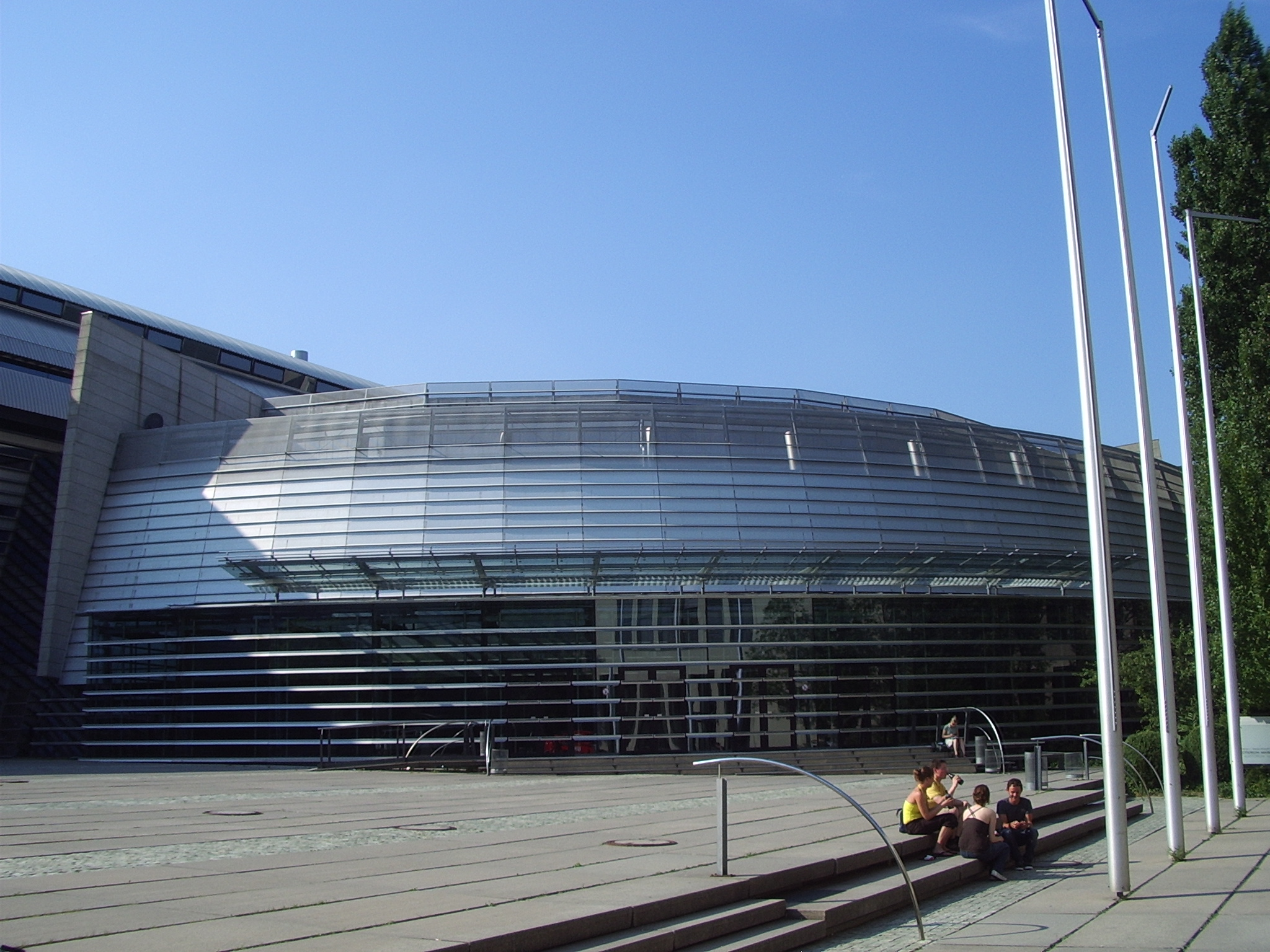
Audimax und Institutsgebäude der Elektrotechnik, TU München

## Werdegang
Rudolf Wienands studierte in den 1960er Jahren Architektur an der Technischen Universität München und an der Harvard Graduate School of Design. Nach dem Diplom an der Harvard-Universität war er ab 1969 wissenschaftlicher Assistent an der Eidgenössischen Technischen Hochschule Zürich und führte dort ein Architekturbüro. Von 1975 bis 2009 leitete er als Nachfolger von Franz Hart den Lehrstuhl für Grundlagen der Gestaltung und Darstellung an der Technischen Universität München. Uta Graff übernahm die Leitung des Lehrstuhls an der TU München. Wienands lehrte als Gastprofessor an der Kyungpook National University und an der Tsinghua University. Er hat einen Doktortitel.

## Werk
Bauten
- 1974–1979: Therme, Bad Steben
- 1983–1985: Limes-Thermen, Aalen

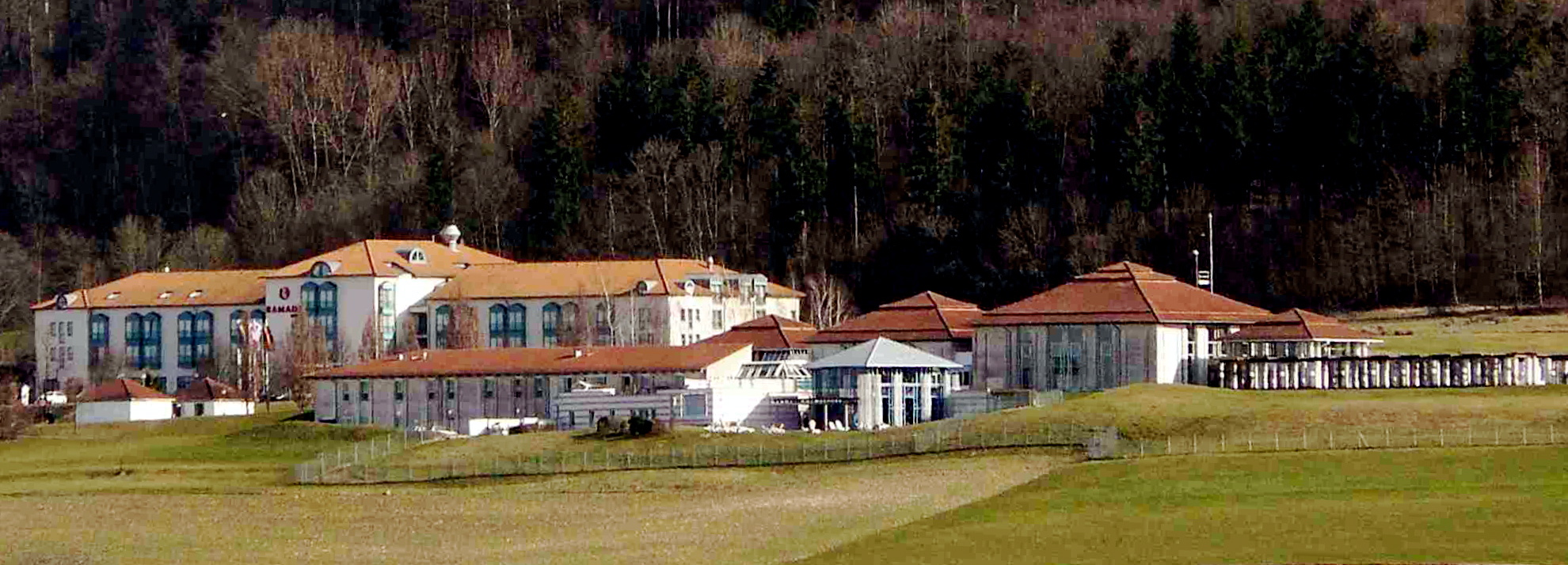
Limes-Thermen, Aalen

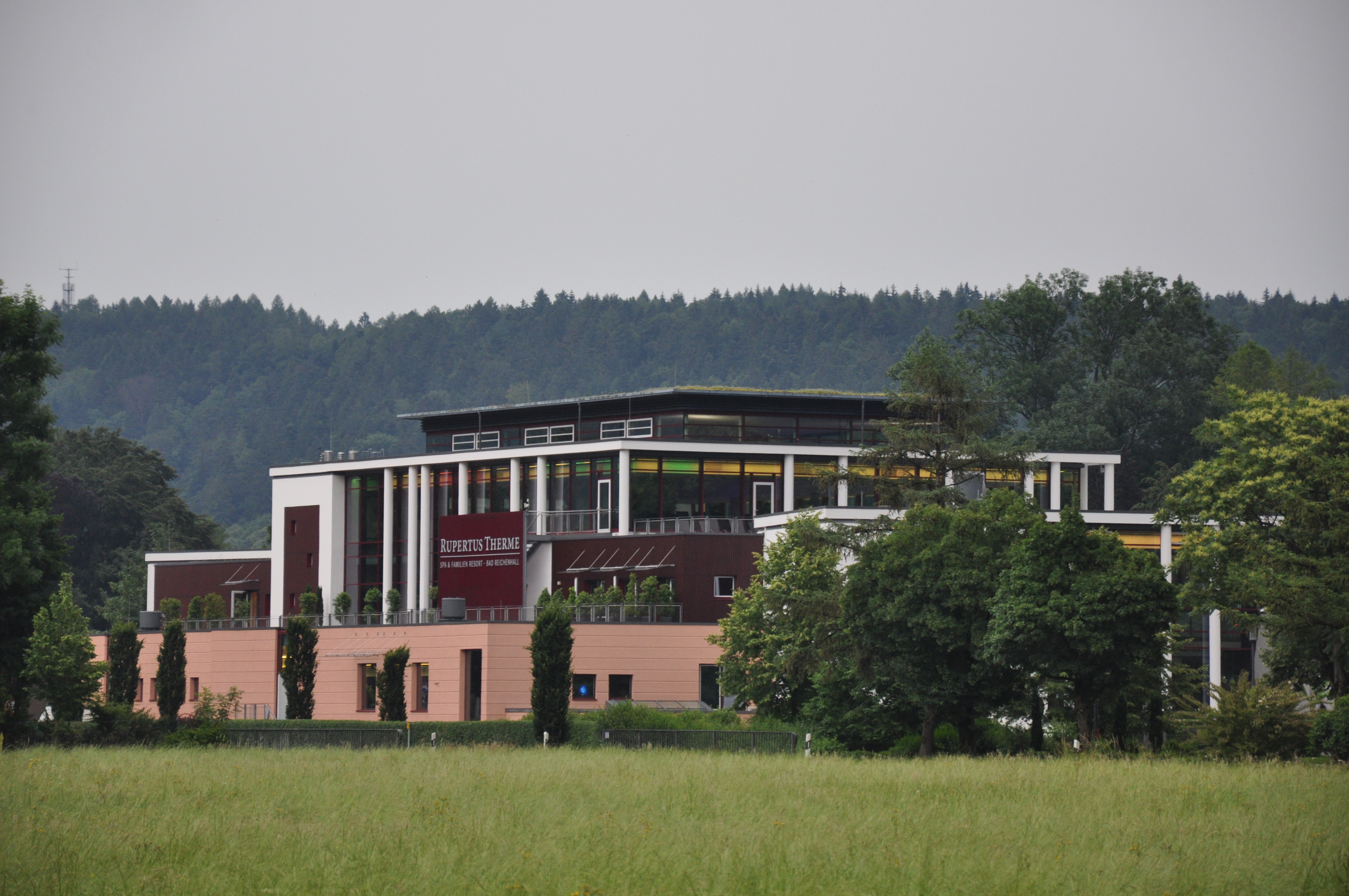
Rupertustherme, Bad Reichenhall

- 1990–1994: Audimax und Institutsgebäude der Elektrotechnik, TU München
- 1998–2001: Carolus Thermen, Aachen
- 2002: Neptunbad, Köln
- 2005: Rupertustherme, Bad Reichenhall
- Claudius-Therme, Köln
- Parkhotel St. Leonhard, Überlingen
- Bodensee-Therme, Überlingen
- Mediterrana, Wellnesscenter, Bergisch Gladbach
- Titania Erlebnisbad, Neusäß
- Aquapark Titania, Ljubljana
- Wohnanlage Seestraße, Überlingen[4]

Möbel
- Lattenstühle[5]

## Ehrungen und Preise
- Stipendium der Studienstiftung des Deutschen Volkes
- 2005: IOC Preis GOLD für Bodensee-Therme, Überlingen[6]

## Ehemalige Mitarbeiter
- 1987–92: Tillmann Kaltwasser (Architekturbüro)
- 1991–95: Dorothea Voitländer (wissenschaftliche Assistentin)
- 1991–96: Andreas Hild (wissenschaftlicher Assistent)
- Matthias Castorph (Studienassistent)

## Bücher
- Die Lehmarchitektur der Pueblos. Eine Lektion in ökologischem Bauen. DuMont Buchverlag, Köln 1983
- mit Thomas Feile (Hrsg.): Grundlagen der Gestaltung zu Bau und Stadtbau. Birkhäuser Verlag, Therwil 1985